# Christian Degn
Christian Friis Degn (født 18. maj 1979 i Randers) er en dansk TV-vært. Siden 2020 har han været vært på tv-programmet Nybyggerne. Fra 2014 til 2019 var han vært på Hammerslag.

## Uddannelse og karriere
Degn var i 1997 reporter på ungdomsbladet Chili. I 1998 blev han matematisk student fra Randers Statsskole og derefter lærervikar på Mellerup Efterskole.
I 1999 begyndte Degn på Danmarks Journalisthøjskole. I forbindelse med uddannelsen var han i 2001 praktikant på TV2 Østjylland. Han blev uddannet journalist i 2003 og blev samme år reporter på “Rene Ord For Pengene”, DR Nordjylland, TV Avisen og 19 Direkte. I 2004 skiftede han til TV 2 Nyhederne og derefter TV Avisen.
Degn blev i 2006 nomineret til Cavlingprisen for “Kødskandalen”, som sendtes på DR. Samme år var han reporter i TV 2's gravergruppe.
I 2009 blev han vært på 21 Søndag på DR. I 2014 efterfulgte Degn Peter Ingemann som vært på Hammerslag. I oktober 2019 skiftede Degn til TV 2 Charlie og blev vært på Hvem vil være millionær? og Go’ Aften Live .
I 2020 medvirkede han i Alt Det Min Far Ikke Har Lært Mig og Dine Fulde Fem.
Siden 2020 har han været vært på Nybyggerne på TV2.
I foråret 2023 medvirkede han i et dokumentarprogram, hvor han italesatte sin dårlige sædkvalitet.

## Privatliv
Degn er født i Randers og er opvokset i Råby ved Randers Fjord.
Degn er forlovet med Trine Johst Vammen. Sammen har de sønnen Vagn.